# Coelichneumon neocitimus
Coelichneumon neocitimus är en stekelart som beskrevs av Heinrich 1961. Coelichneumon neocitimus ingår i släktet Coelichneumon och familjen brokparasitsteklar. Inga underarter finns listade i Catalogue of Life.